# Capsicum galapagoensis
El Capsicum galapagoensis es una especie del género Capsicum endémica de las Islas Galápagos (Ecuador), más precisamente en la Isla Isabela (Albermarle) y la Isla San Salvador (James).

## Descripción
Es una planta herbácea, tipo mata/arbustito, muy ramificado, que crece de 0,20 a 1 m de altura. Está enteramente, tallos y hojas, cubierta con un denso tomento amarillento. Las hojas, pecioladas, con limbos de 3 a 5 cm de largo por 1,3-2,2 de ancho, son de forma elíptica-ovalada con ápice puntiagudo y bases  cuneadas. Las flores, bastante pequeñas, son axilares y solitarias con peciolos aproximadamente iguales de longitud que los pecíolos de las hojas circundantes. El cáliz es de forma de acampanada con 5 sépalos puntiagudos, densamente lanudos, de unos 2,5 cm de diámetro. La corola circular es de color blanco puro, en forma de estrella, y tiene unos 8-10 mm de diámetro. Los 5 lóbulos son puntiagudos y erectos, con márgenes denticulados y con el borde superior cubierto de plumón de pelos cortos (tricomas glandulares). Las anteras, de color blanquecino, son más cortos que los estambres que no sobrepasan la corola. El estilo se termina por un estigma mazudo entero.  Los frutos, centimétricos, son bayas esféricas o ligeramente aplanadas, de color primero verde, luego verde muy óscuro y finalmente rojo al madurar; contienen 6 semillas amarillenta-pardas brillantes. Crece en lugares húmedos, a la sombra de los árboles o arbustos.

## Taxonomía
Capsicum galapagoensis fue descrita por Armando Theodoro Hunziker y publicada en Huitieme Congr. Int. Bot. Paris. Compt. Rend. Seances Rapp. & Commun., sect. 4 73. 1954.
Citología
Hace parte del grupo de los Capsicum que tienen 24 cromósomas (2n=24).
Etimología
Capsicum: neologismo botánico moderno que deriva del vocablo latino capsŭla, ae, ‘caja’, ‘cápsula’, ‘arconcito’, diminutivo de capsa, -ae, del griego χάψα, con el mismo sentido, en alusión al fruto, que es un envoltorio casi vacío. En realidad, el fruto es una baya y no una cápsula en el sentido botánico del término.
galapagoensis: epíteto geográfico que alude a su localización en las Islas Galápagos.